# ماکیدو نواس
ماکیدو نواس (به پرتغالی: Magno Macedo Novaes) دروازه‌بان اهل برزیل است که در شهر سائوپائولو و در تاریخ ۳۰ مارس ۱۹۸۳ به دنیا آمده‌است.
ماکیدو نواس در تیم‌های فوتبال Bahia سابقهٔ حضور دارد.